# Theseus (André Gide)
Theseus, das letzte Werk von André Gide, ist eine Erzählung, die 1946 unter dem Titel „Thésée“ in der Éditions Gallimard/Paris erschien.
Als sich sein Leben vollendet, blickt der griechische Held Theseus, Herrscher über Attika, zurück.

## Form
Theseus erzählt augenzwinkernd Episoden aus seiner Vita. Mit leichter Zunge sieht sich der Heros, wie er sich immer im Leben sah – als Werdender. Doch auch Wehmut ist im Spiel, wenn Theseus zurückblickt auf seine unbekümmert durchlebten Jugendjahre, die angefüllt waren mit Abenteuern. Aber gelassen, in Heiterkeit, nimmt er, einverstanden mit sich selbst, Abschied von seinem Heldenleben.
Außerhalb der eigentlichen, unten skizzierten Handlung, nimmt die Erzählung, wenn der greise Stadtgründer Theseus, der „immer nur als einzelner etwas getaugt hatte“, ins Schwärmen kommt, Züge einer Gesellschaftsutopie an.

## Handlung
Zusammen mit sieben attischen Jünglingen und sieben Mädchen fährt Prinz Theseus an den Hof des kretischen Königs Minos. Theseus will nicht, dass wie alljährlich, seine 14 jungen Landsleute dem Minotaurus ausgeliefert werden, sondern er will ihn bekämpfen. Königin Pasiphae bittet den angereisten Helden, ihren „mißgeschaffenen“ Sohn doch zu verschonen. Pasiphae begehrt Theseus, aber dieser gibt dem Begehren der ältesten Königstochter Ariadne nach. Bald des Liebesspiels überdrüssig, macht sich der Held an die Arbeit, dringt in das Labyrinth zu dem Sohn des kretischen Stiers vor und bezwingt ihn. Die Prinzessin hilft. Sie harrt am Labyrinth-Eingang, hält Theseus am Faden. So findet er mit den Landsleuten zurück. Ariadnes Anhänglichkeit widerstrebt dem Helden, der ohnehin Phaedra, Ariadnes blutjunge Schwester, nach Attika entführen möchte. Auf der Heimfahrt lässt Theseus Ariadne auf Naxos zurück. Daheim reißt er die Königsherrschaft durch einen mörderischen Trick an sich und macht Phaedra zu seiner Königin. Glücklich endet diese Ehe freilich nicht. Phaedra verliebt sich in ihren Stiefsohn Hippolytos, den Theseus einst mit der Amazonenkönigin Antiope gezeugt hatte. Theseus betrauert den geliebten Sohn, verschweigt aber das Ende des Liebespaares.
Nicht frei von Selbstgefälligkeit referiert Theseus mehrfach seine angeblichen Heldentaten – die Gründung Athens und die Erziehung der Athener zu Griechen, „auf die der schöne Name Volk“ passe.

## Zitate
- Die ersten und wichtigsten Siege des Menschen waren die über die Götter[4].
- Denn es genügt ja nicht zu sein und gewesen zu sein: man muß ein Vermächtnis hinterlassen, damit man nicht mit sich selber aufhört[5].

## Rezeption
- Gides Theseus sei „eine Gestalt zwischen Schelm und Stoiker, zwischen Revolutionär und Weltweisem.“[6]
- Nach Claude Martin ist der Theseus „ein kluges Konzentrat seiner [Gides] Weisheit.“[7]
- In ihrem Nachwort „Zu Theseus“[8] ist sich Christina Viragh unsicher. Spricht aus der Schilderung des Verhältnisses von Ariadne zu Theseus, das in der Erzählung breiten Raum einnimmt, Gides „Frauenfeindlichkeit“? Soll dieses letzte Werk Gides als sein „literarisches Testament“ genommen werden? Immerhin hat sich der Autor einen Heros als Protagonisten ausgesucht. Wenn Viragh den „Theseus“ überblickt, kommt sie zu dem Schluss, der Held ist sowohl ein Gide als auch ein „Anti-Gide“. Und die Nachwort-Schreiberin bescheinigt dem Autor eine Botschaft, die ästhetisch daherkommt, eben „vollendete Prosa“.[9]

## Deutsche Ausgaben
Quelle
- Raimund Theis (Hrsg.), Peter Schnyder (Hrsg.): André Gide: Theseus, S. 263–306. Aus dem Französischen übertragen von Ernst Robert Curtius. Gesammelte Werke in zwölf Bänden. Band X/4, Deutsche Verlags-Anstalt Stuttgart 1997. 363 Seiten, ISBN 3-421-06470-9

Deutschsprachige Erstausgabe
- André Gide: Theseus. Übersetzer: Ernst Robert Curtius. Zeichnungen von Theodor-Werner Schröder. Deutsche Verlagsanstalt Stuttgart 1949. 64 Seiten mit 20 schwarz-weiß-Abbildungen. Halbleinen mit goldgeprägtem Rückentitel

Sekundärliteratur
- Renée Lang: André Gide und der deutsche Geist (frz.: André Gide et la Pensée Allemande). Übersetzung: Friedrich Hagen. Deutsche Verlags-Anstalt Stuttgart 1953. 266 Seiten
- Claude Martin: André Gide. Aus dem Französischen übertragen von Ingeborg Esterer. S. 157, 9. Z.v.u. Rowohlt 1963 (Aufl. Juli 1987). 176 Seiten, ISBN 3-499-50089-2